# Ivan Lukinskij
Ivan Lukinskij (russisk: Иван Владимирович Луки́нский) (født 31. juli 1906 i Skopin i det Russiske Kejserrige, død 15. august 1986 i Moskva i Sovjetunionen) var en sovjetisk filminstruktør.

## Filmografi
- Det forsvundne telegram (Чук и Гек, 1953)[1][2]
- Soldat Ivan Brovkin (Солдат Иван Бровкин, 1955)
- Ivan Brovkin na tseline (Иван Бровкин на целине, 1958)
- Tovarisjj Arsenij (Товарищ Арсений, 1964)
- Vzorvannyj ad (Взорванный ад, 1967)
- Derevenskij detektiv (Деревенский детектив, 1969)